# Schiffswerft Schlömer

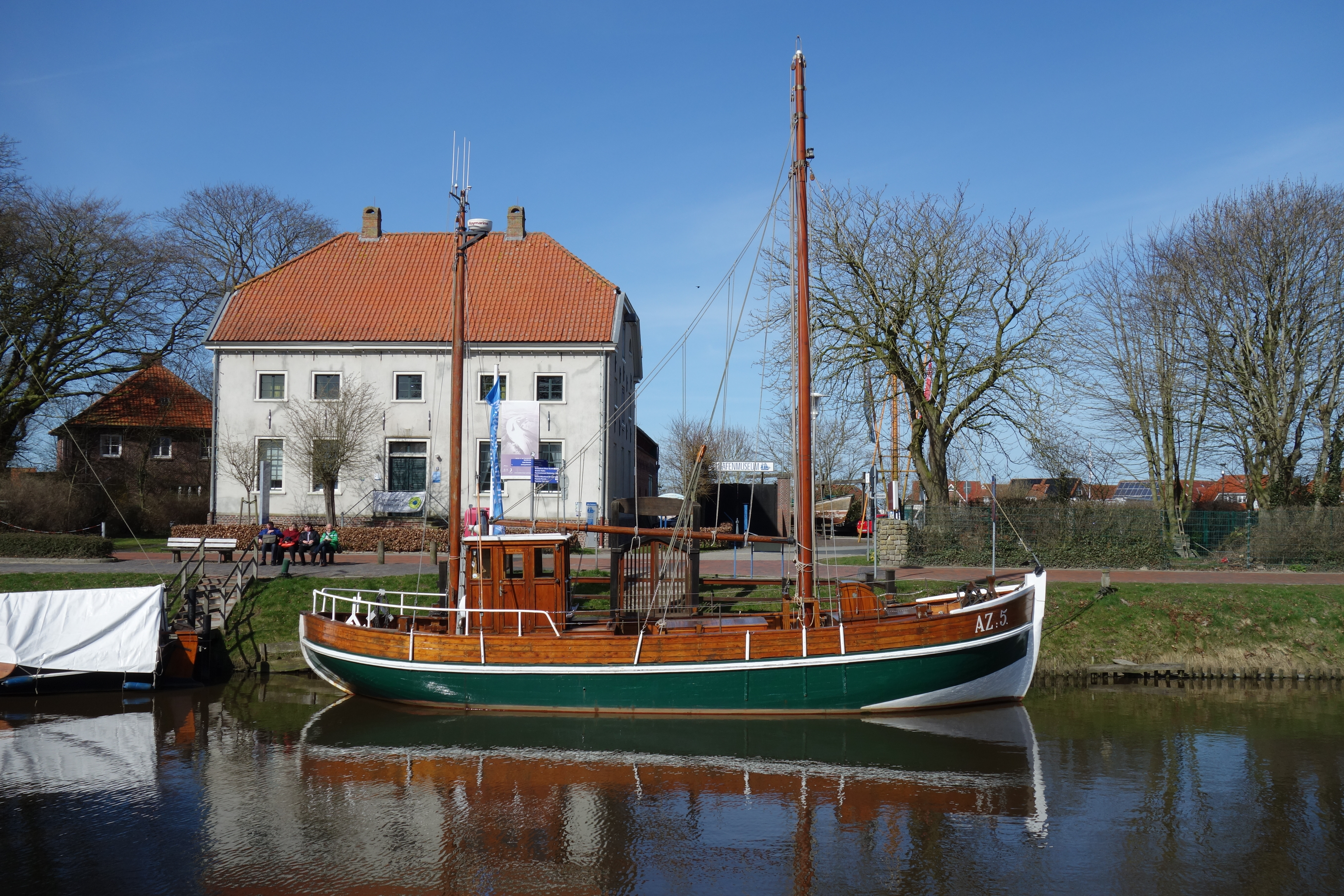
Der 1929 bei Schlömer gebaute Fischkutter Gebrüder

Die Schiffswerft Schlömer GmbH & Co. KG war ein Schiffbauunternehmen in Leer (Ostfriesland), welches seinen Sitz zuvor mehr als ein Jahrhundert in Oldersum (ab 1973 Ortsteil der Einheitsgemeinde Moormerland) hatte. Die Schwerpunkte des Betriebs lagen vor allem auf Schiffsreparaturen und der Instandhaltung, insbesondere von regionalen Fährschiffen und Fahrzeugen der Wattfahrt. Des Weiteren wurden auch Neubauten von Fährschiffen, Watt- und Binnenfahrzeugen angeboten. Die Werft verfügte über Schiffbau- und Reparaturhallen sowie über eine Slipanlage für Schiffe.

## Geschichte

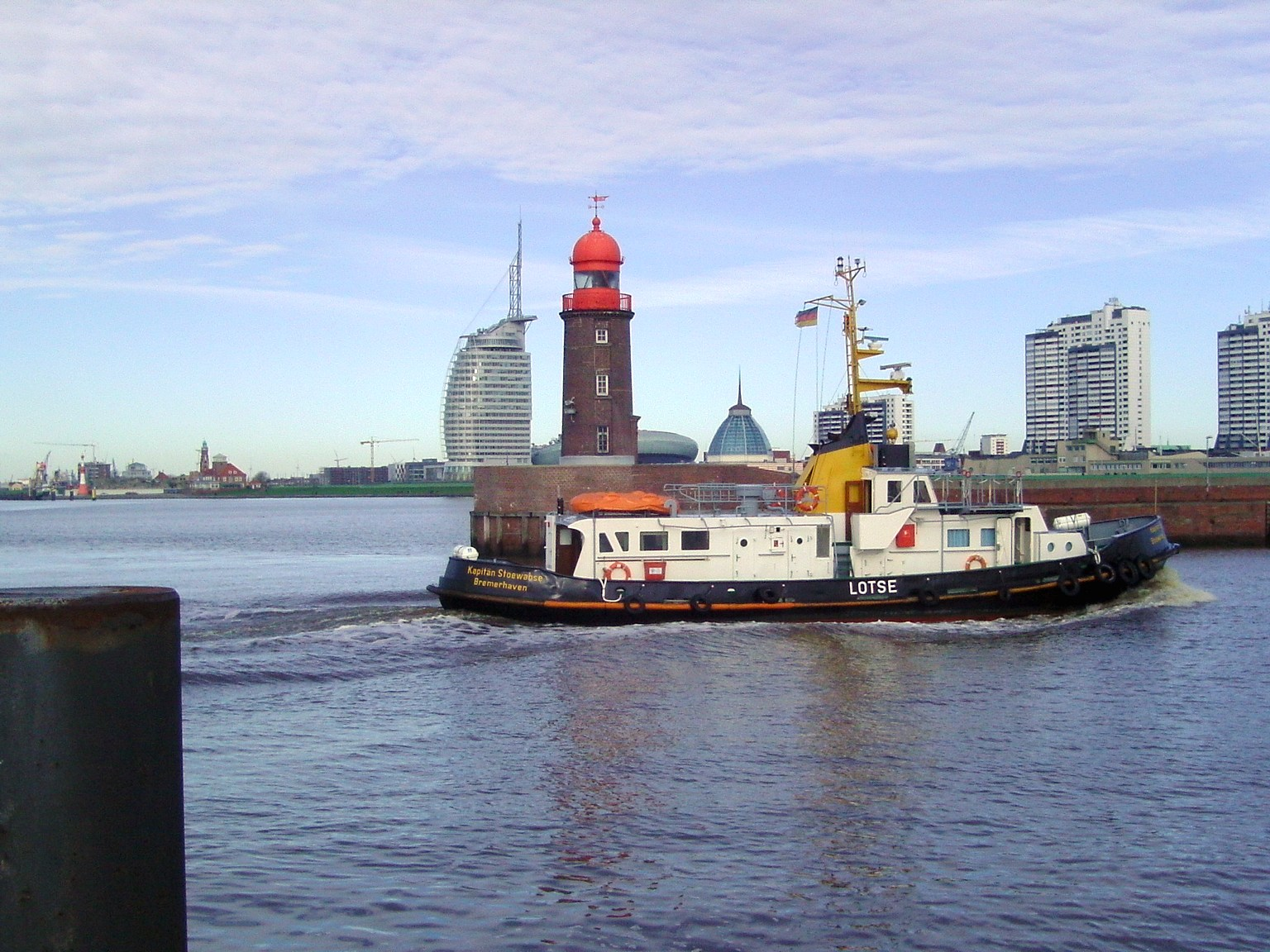
Das Lotsenversetzschiff Kapitän Stoewahse

Das Unternehmen wurde 1883 als Gebr. Schlömer gegründet und widmete sich dem Schiffsreparaturbetrieb und dem Holzschiffbau. Nach dem Zweiten Weltkrieg setzte man neben den Schiffsreparaturen von Fluss- und Binnenschiffen den Bau von Fischereifahrzeugen fort und führte Verlängerungen bestehender Schiffe durch. Im Jahr 1954 wurde zur Erweiterung des Betriebs eine neue Helling errichtet und dafür die Überreste der Burg Oldersum abgerissen.

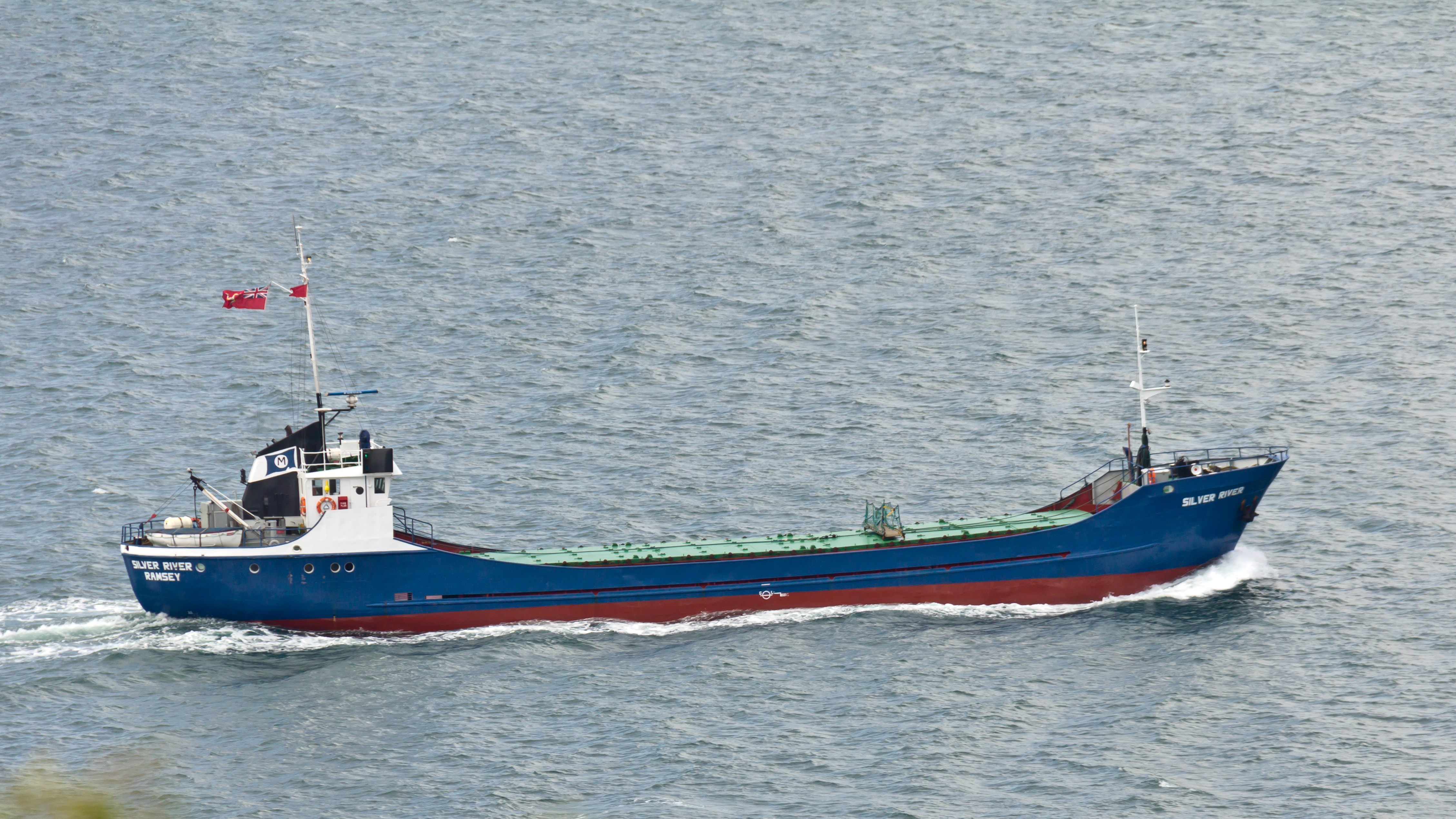
Die Silver River, ex Seacon

Nach der Erweiterung verfügte die Werft unter der Leitung von Albert Thole, Mimkes und Johann Schlömer über drei Längsslips. In den 1960er Jahren kamen zahlreiche Küstenmotorschiffe, vermehrt auch Binnenschiffe, Passagierschiffe und Spezialfahrzeuge von den Gebrüdern Schlömer in Fahrt. Anfang der 1970er Jahre führten Gerhard, Heinrich und Werner Schlömer den Betrieb, der inzwischen Neubauten und Reparaturen von Binnen-, See-, Spezial-  und Fischereischiffen bis 7,30 Meter Breite sowie Pontons bis 14 Meter Breite anbot. Nach der Erweiterung des Werfthafensiels im Herbst 1974 erweiterte man das Angebot auf größere Schiffe von bis zu 92 Meter Länge und 14,60 Meter Breite, legte den Schwerpunkt aber weiterhin auf kleine Spezialschiffe und Einzelbauten für Behörden und Institute. So entstanden ab 1974 vier Fluss-Seeschiffe des Typs Cargo-Liner und 1978/79 der Tonnenleger Lütjeoog bei Schlömer.

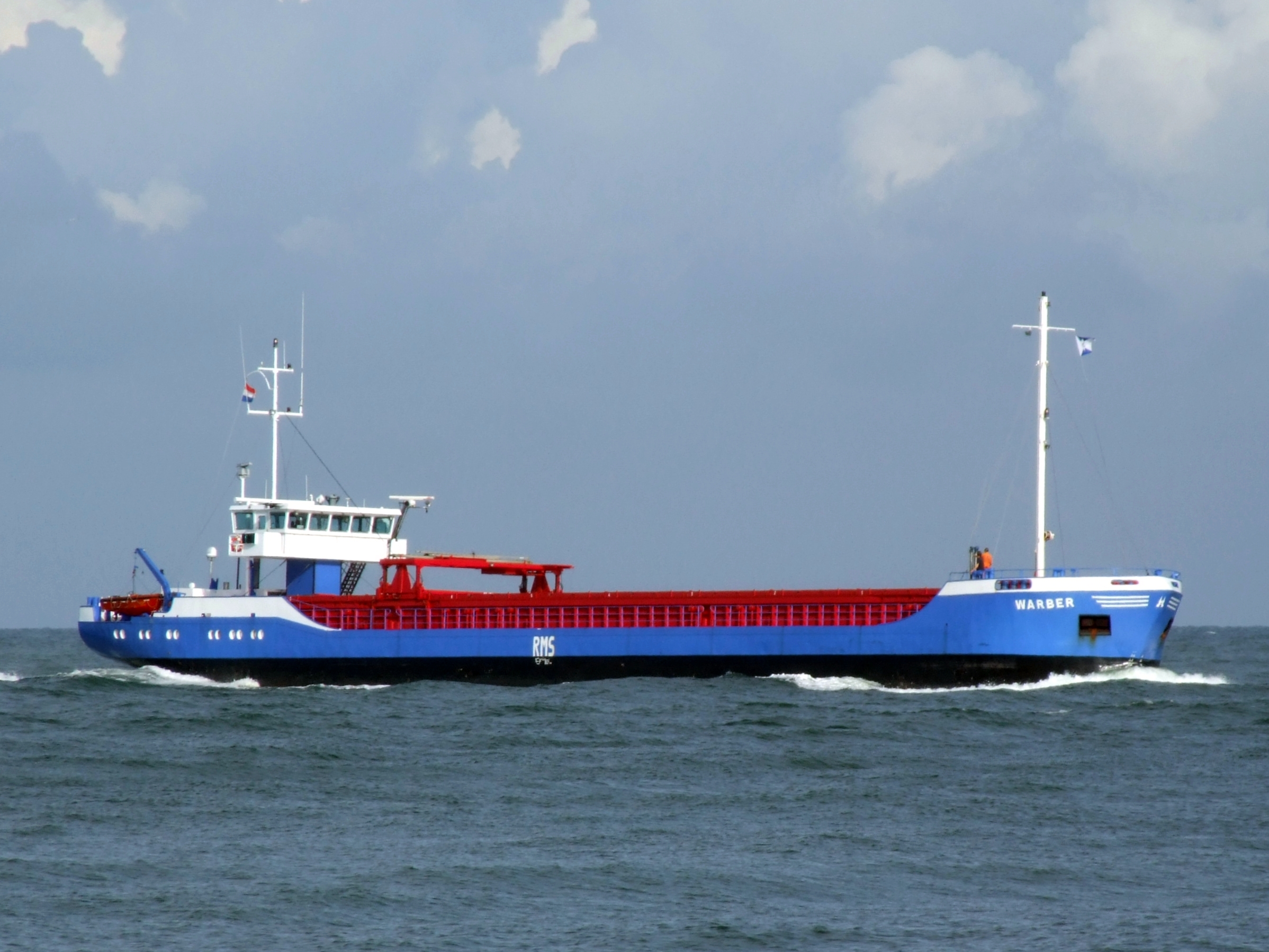
Das 1996 von Schlömer in Leer fertiggestellte Kümo Warber

Der Werftbetrieb geriet Ende der 1980er Jahre in finanzielle Schwierigkeiten. In den 1990er Jahren wurde das Unternehmen von der Damen-Gruppe im niederländischen Gorinchem als Schiffswerft Schlömer GmbH & Co KG neu gegründet. Im November 1996 siedelte das Unternehmen nach Leer auf das Gelände der ehemaligen Jansen-Werft um. Bis zum Sommer 2002 wurde der Betrieb noch am neuen Standort mit zuletzt 24 Beschäftigten fortgeführt, schließlich aber wegen Auftragsmangels geschlossen und im Januar 2004 aus dem Handelsregister gelöscht.